# Форум за балкански транспорт и инфраструктура
Форум за балкански транспорт и инфраструктура (ФБТИ) осъществява дейност в обществена полза, която включва анализи и формиране на политики за развитие на балканския транспорт и инфраструктура и интегриране на националните транспортни системи на Балканите. ФБТИ организира и взема участие в редица семинари и конференции в сферата на транспорта и инфраструктурата.

## История
Форумът за балкански транспорт и инфраструктура е учреден през 2012 година, като за председател е избран бившият министър на транспорта Петър Мутафчиев, а секретар става проф. д-р Симеон Ананиев от ВТУ „Тодор Каблешков“.

## Събития
Някои от събитията организирани от ФБТИ са:
- Черноморският магистрален пръстен и автомагистрала Черно море – предизвикателства и перспективи
- Конференция Българските железници – пътят за европейско развитие
- Подготовката на пилоти и кадровото осигуряване на гражданската авиация
- Транспортът в променящия се свят – предизвикателства и решения
- Балканите – инфраструктура и транспортни връзки между Черно и Адриатическо море